# Olive Morris
Vous lisez un « article de qualité » labellisé en 2023.
Pour les articles homonymes, voir Morris.
Olive Elaine Morris, née le 26 juin 1952 dans la paroisse de Sainte-Catherine en Jamaïque et morte le 12 juillet 1979 à Londres, est une activiste communautaire d'origine jamaïcaine vivant au Royaume-Uni. Elle milite dans les mouvements féministes, nationalistes noirs, pour le droit à l'éducation et pour les droits des squatters en Angleterre et dans le pays de Galles durant les années 1970.
À l'âge de 17 ans, elle est agressée par des agents de la police métropolitaine à la suite d'un incident impliquant un diplomate nigérian à Brixton, dans le sud de Londres. Elle rejoint alors les Black Panthers britanniques et devient une personnalité communiste marxiste-léniniste et féministe radicale, avec une perspective intersectionnelle. Elle est acquittée lors du procès des Old Bailey Three, à la suite de témoignages contradictoires d'agents de police impliqués dans l’échauffourée. Elle squatte des immeubles sur Railton Road à Brixton : l'un a accueilli la librairie Sabarr et est devenu plus tard le 121 Centre, un autre a été utilisé comme bureau par le collectif Race Today, qui publiait le magazine du même nom. Le squat est pour elle un moyen d'accomplir des projets politiques et de conserver l'autonomie du groupe.
Elle cofonde le Brixton Black Women's Group et l'Organisation des femmes d'ascendance africaine et asiatique à Londres, devenant ainsi une militante clé du Black feminism au Royaume-Uni. Elle s'implique dans la Manchester Black Women's Co-operative et se rend en Chine avec la Society for Anglo-Chinese Understanding. Elle participe à des publications collectives comme le bulletin Speak Out ou The Heart of the Race: Black Women's Lives in Britain.
Elle étudie l'économie et les sciences sociales à l'université Victoria de Manchester de 1975 à 1978, tout en continuant à militer, notamment en cofondant le Black Women's Mutual Aid Group. Après avoir obtenu son diplôme, elle retourne à Brixton et travaille au Brixton Community Law Centre. Dans l'année qui suit, elle tombe malade puis est diagnostiquée porteuse d'un lymphome non hodgkinien. Elle meurt à l'âge de 27 ans, en juillet 1979.
Sa vie et son travail sont commémorés à la fois par des organisations officielles comme le Conseil d'arrondissement de Lambeth à Londres, qui nomme un bâtiment en son honneur, et par le groupe d'activistes Remembering Olive Collective (ROC), comptant comme membres des personnalités telles que Liz Obi et Tanisha C. Ford. Elle figure sur des listes de femmes britanniques noires inspirantes.

## Biographie

### Jeunesse
Olive Morris naît le 26 juin 1952 dans le village de Harewood, dans la région de St Catherine en Jamaïque. Ses parents sont Vincent Nathaniel Morris et Doris Lowena (née Moseley), et elle a cinq frères et sœurs. Lorsque ses parents déménagent au Royaume-Uni, elle vit d'abord avec sa grand-mère avant de les rejoindre à Lavender Hill, dans le sud de Londres, à l'âge de neuf ans,. Son père est conducteur de chariot élévateur et sa mère travaille dans des usines.

### Études
Morris va à l'école primaire Heathbrook, à l'école secondaire pour filles de Lavender Hill et au lycée Dick Sheppard à Tulse Hill, mais en sort sans diplôme,,. Plus tard, elle passe le General Certificate of Education - Ordinary Level et le General Certificate of Education - Advanced Level. Elle suit ensuite des cours au London College of Printing,. De 1975 à 1978, elle étudie l'économie et les sciences sociales à l'université Victoria de Manchester tout en poursuivant son militantisme en parallèle.

### Décès
En 1978, lors d'une randonnée à bicyclette en Espagne avec son partenaire Mike McColgan, Morris commence à se sentir malade. De retour à Londres, et selon le témoignage de l'activiste d'origine jamaïcaine Gerlin Bean, elle aurait consulté au King's College Hospital et aurait été renvoyée avec des comprimés contre les flatulences. En septembre, elle est diagnostiquée d'un lymphome non hodgkinien. Son traitement échoue et elle meurt le 12 juillet 1979, à l'hôpital St Thomas de Lambeth, à l'âge de 27 ans. Elle est inhumée au cimetière de Streatham Park.

## Militantisme

### Contexte

#### Racisme systémique au Royaume-Uni
À la fin des années 1960 et durant les années 1970, les activistes noirs britanniques adhèrent aux discussions politiques multiethniques concernant le nationalisme noir, le classisme et l'impérialisme en Afrique, en Asie, dans les Caraïbes, ainsi qu'au Royaume-Uni. Leurs objectifs principaux sont de trouver leur identité, leur expression culturelle et leur autonomie politique, en aidant leurs propres communautés, et d'autres ayant des luttes similaires,. Malgré l'adoption de la loi sur les relations interraciales de 1965, les Afro-Caribéens, ainsi que d'autres groupes minoritaires, continuent d'être victimes de racisme. L'accès au logement et à l'emploi est réduit de manière discriminatoire et les communautés noires subissent des pressions de la part de la police et de groupes fascistes tels que le Front national britannique,.

#### Stratégies anticoloniales
Pour lutter contre le racisme, les militants britanniques noirs utilisent des stratégies anticoloniales et adoptent des formes d'expression culturelle d'inspiration africaine, en reprenant les pratiques des mouvements de libération noirs en Angola, en Érythrée, en Guinée-Bissau, au Mozambique et au Zimbabwe,. Ils remettent aussi en question l'idée de respectabilité, par les choix qu'ils font en matière de parure, de vêtements et de coiffures. Ils écoutent du reggae et de la soca des Caraïbes, et de la soul des États-Unis, et se réclament de figures révolutionnaires internationalement connues, comme Che Guevara et Angela Davis. Leur style est également influencé par le mouvement des droits civiques.

### Engagement dans l'activisme noir britannique
Morris s'engage dans l'activisme noir britannique parce qu'il lui permet d'affirmer ses racines caribéennes et sa « négritude », tout en lui fournissant un moyen de lutter contre les problèmes affectant sa communauté. Malgré sa taille d'à peine plus d'un mètre cinquante, elle acquiert une réputation de militante féroce,. Elle est décrite par d'autres militants comme intrépide et dévouée, refusant de rester sans rien faire et de laisser l'injustice se produire,,.
Oumou Longley, chercheuse en études de genre et en histoire des Noirs, note que l'identité de Morris est complexe : « Une femme née en Jamaïque qui a grandi en Grande-Bretagne, une squatteuse diplômée de l'université de Manchester, une femme ayant un partenaire de longue date à la peau blanche et une femme qui, pendant cette période, a eu des relations intimes avec d'autres hommes et d'autres femmes. » Elle apparaît délibérément androgyne, adoptant un « look de soul sister révolutionnaire queer ». Elle fume, préfère les jeans et les tee-shirts, marche pieds nus ou porte des chaussures confortables, et coiffe ses cheveux en afro court. Ses choix stylistiques personnels remettent en question non seulement ce que signifie appartenir à la communauté britannique, mais aussi caribéenne,,. L'universitaire afro-américaine Tanisha C. Ford observe que Morris n'est pas conforme au genre, à la manière des activistes du Student Nonviolent Coordinating Committee aux États-Unis qui ont coupé court leurs cheveux et sont passées du port de robes et de perles à celui de salopettes.

### Mauvais traitements policiers

#### Incident Gomwalk
Le 15 novembre 1969, le diplomate nigérian Clement Gomwalk est confronté à des agents de la police métropolitaine alors qu'il est garé devant le Desmond's Hip City, le premier magasin de disques noir de Brixton,. Les policiers le font sortir de la voiture parce que la plaque d'immatriculation de la Mercedes-Benz qu'il conduit porte un numéro différent de celui figurant sur le certificat d'immatriculation. Ils l'interrogent en vertu de la loi sus, contestant qu'il soit un diplomate. Une foule se forme autour d'eux et une altercation physique a lieu,,. Dix ans plus tard, dans son compte-rendu des événements, le journaliste local Ayo Martin Tajo affirme que Morris a traversé la foule et a tenté d'empêcher la police de frapper le diplomate ; la police se met alors à l'agresser, conjointement avec d'autres personnes. La situation avec les policiers s'aggrave après que la foule commence à les affronter au sujet de leur traitement brutal de Gomwalk. Selon le propre récit de Morris, publié dans le Black People's News Service, le bulletin d'information des Black Panthers britanniques, elle arrive après que Gomwalk a été arrêté et emmené dans un fourgon de police. Elle indique qu'une de ses amies a été traînée par la police, alors qu'elle a le bras cassé et crie « Je n'ai rien fait »,.

#### Garde à vue
Morris ne raconte pas exactement comment elle s'est retrouvée impliquée dans l'incident, mais elle indique qu'elle a été arrêtée et ensuite battue en garde à vue. Les motifs de l'arrestation sont : voies de fait contre la police, comportement menaçant et port d'armes dangereuses. Comme elle porte des vêtements d'homme et a les cheveux très courts, les policiers la prennent pour un jeune homme, l'un d'eux disant « She ain't no girl » (« Elle n'est pas une fille »),. Selon le récit de Morris, elle est forcée de se déshabiller et menacée de viol : « Ils m'ont tous fait enlever mon pull et mon soutien-gorge devant eux pour montrer que j'étais une fille. Un policier tenant une matraque m'a dit : « Maintenant, prouve que tu es une vraie femme. » Faisant référence à son club (matraque ou bâton), il a déclaré : « Regarde, c'est la bonne couleur et la bonne taille pour toi. Une chatte noire ! » » Basil, le frère de Morris, décrit les blessures qu'elle a subies lors de l'incident, disant qu'il « pouvait à peine reconnaître son visage, ils l'ont tellement battue ». Elle est condamnée à une amende de 10 livres sterling et à une peine de trois mois de prison avec sursis pour avoir agressé un officier de police,.

### Intersectionnalité entre féminisme et antiracisme

#### Black Panthersbritanniques
En réaction à ce qu'elle vient de vivre, Morris s'engage dans le marxisme-léninisme et le féminisme radical,. Elle s'engage dans le Black feminism britannique qui émerge dans les années 1970. Elle mène une démarche intersectionnelle, se concentrant sur le racisme dans le monde entier tout en étant consciente des liens avec le colonialisme, le sexisme et la discrimination de classe. Morris décide de faire campagne contre la violence policière et rejoint la section jeunesse des Black Panthers britanniques au début des années 1970. Le groupe n'est pas affilié au Black Panther Movement des États-Unis, mais partage son objectif d'améliorer les communautés locales. Le mouvement fait la promotion du Black Power et Morris cherche à le redéfinir afin qu'il s'adresse aussi aux femmes. Il rassemble des panafricains, nationalistes noirs et marxistes-léninistes. Morris y est présentée à Altheia Jones-LeCointe, Farrukh Dhondy et Linton Kwesi Johnson et en août 1972, elle tente de rencontrer Eldridge Cleaver, un leader du mouvement aux États-Unis, en Algérie. Voyageant avec son amie Liz Obi, elle arrive seulement à se rendre jusqu'au Maroc,. À court d'argent, elles doivent demander au consulat britannique à Tanger de l'aide pour rentrer chez elles.
Au début des années 1970, de nombreuses affaires judiciaires impliquent des activistes noirs, sur des accusations forgées de toutes pièces. Lors du procès des Mangrove Nine, les Black Panthers organisent des piquets de solidarité ; les accusés sont finalement déclarés non coupables, le juge reconnaissant que les officiers de la police métropolitaine ont des préjugés racistes. Lors du procès des Oval Four, Morris est arrêtée après une échauffourée avec des officiers de police devant la Cour centrale Old Bailey, aux côtés de Darcus Howe et d'Abdul Macintosh. Les trois sont accusés de voies de fait ayant causé des lésions corporelles réelles. L'audience préliminaire des Old Bailey Three se tient en janvier 1972 à Guildhall. Le procès est semblable à celui des Mangrove Nine. Les accusés adoptent une approche politique lors de leur procès, en demandant que les membres du jury soient noirs, issus de la classe ouvrière ou les deux. Ils effectuent des recherches sur les antécédents du juge, John Fitzgerald Marnan, et découvrent qu'en tant que procureur de la Couronne au Kenya, il a poursuivi des participants au soulèvement anticolonial des Mau Mau. Lorsque l'affaire est jugée en octobre 1972, les neuf policiers fournissent des témoignages contradictoires, notamment sur les chaussures que Morris portait, un point crucial puisqu'elle est accusée d'avoir donné des coups de pied à un officier. Le jury l'acquitte ainsi que les autres accusés.

#### Brixton Black Women's Group

##### Fondation
À la disparition des Black Panthers britanniques, Morris fonde le Brixton Black Women's Group avec Obi et Beverley Bryan en 1973. Le collectif s'appuie sur l'expérience des femmes dans le Black Panther Party et vise à fournir un espace pour les femmes asiatiques et noires afin de discuter des questions politiques et culturelles de manière plus générale,. Il est critique du féminisme blanc, estimant que des questions telles que l'avortement et la rémunération des tâches ménagères ne sont pas la priorité dans l'expérience noire, les personnes étant plus préoccupées par la garde des enfants et l'obtention d'un salaire pour leur travail comme femme de ménage. Le groupe, organisé de manière non hiérarchique, publie le bulletin Speak Out et produit The Heart of the Race: Black Women's Lives in Britain, qui est publié par Virago Press, une maison d'édition féministe blanche basée à Londres, en 1985. Seulement trois femmes du collectif sont créditées nommément comme autrices parce que l'éditeur refuse d'utiliser le nom du collectif. Dédié à Morris, le livre est réédité par Verso Books en 2018,.

##### Squat à Brixton

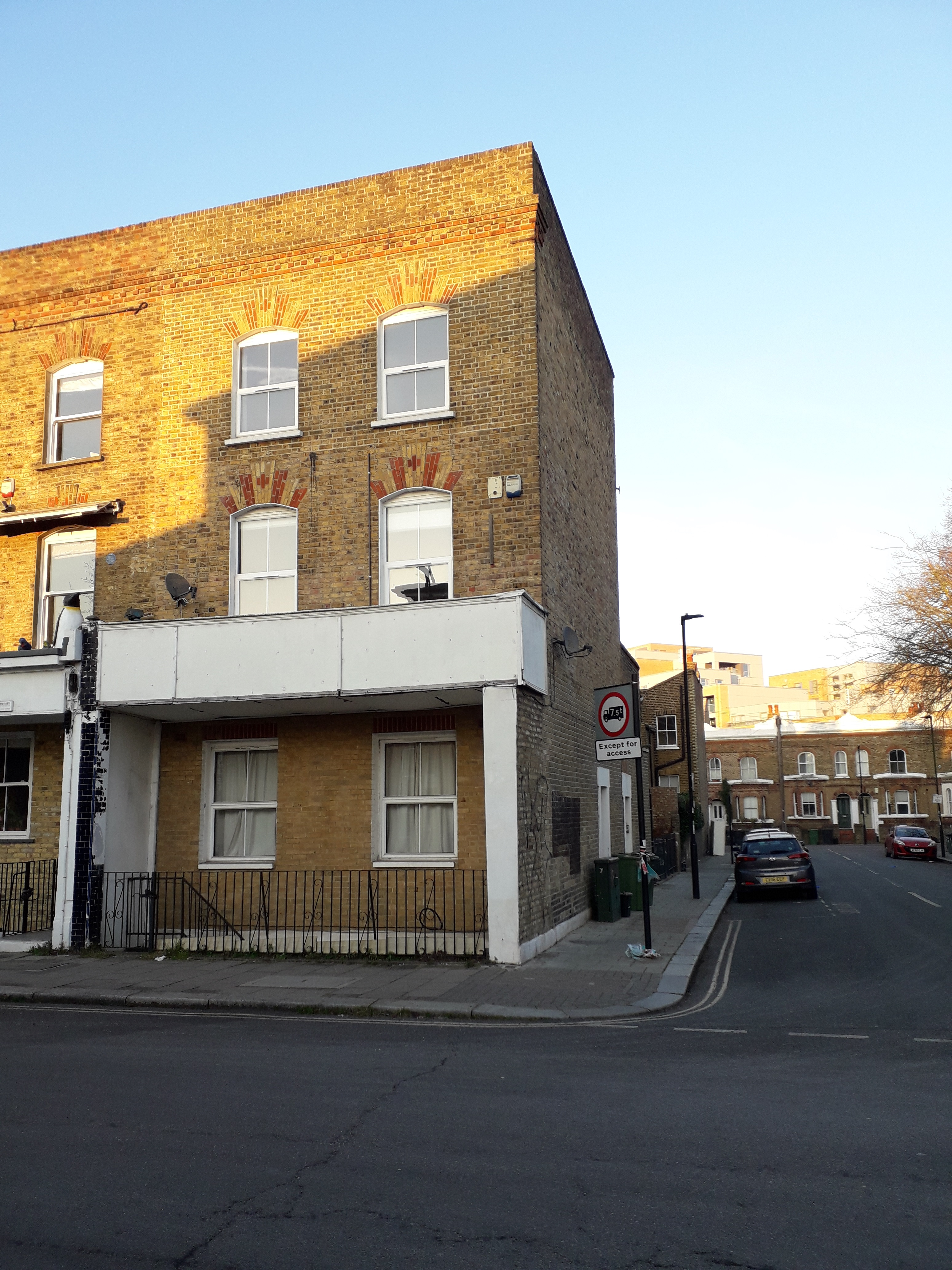
Le 121 Railton Road.

Comme Morris a besoin d'un logement, elle commence à squatter des immeubles à Brixton. S'adressant au quotidien londonien The Evening Standard, elle déclare : « Les prix des appartements et des studios sont trop élevés pour moi,. » Par la suite, elle en vient à considérer l'occupation comme un moyen d'établir des projets politiques. Le squat permet ainsi au Brixton Black Women's Group de rester autonome par rapport au mouvement plus large de libération des femmes en Angleterre.
En 1973, Morris squatte le 121 Railton Road avec Liz Obi. Comme il s'agit d'un immeuble privé et non d'une propriété municipale, les propriétaires et agents immobiliers sont plus véhéments et font appel à la police pour déloger les squatters. Morris et Obi font face à trois tentatives d'expulsion et sont arrêtées plusieurs fois, mais elles reviennent à chaque fois dans le bâtiment. Un matin de janvier, alors que Morris est partie, la police emmène de force Obi au poste. Lorsque Morris revient au squat, la police tente de l'emmener également, mais elle grimpe sur le toit pour leur échapper. Le service consultatif pour les squatters utilise pour la couverture de son Manuel des squatters de 1979 une photographie de Morris, prise ce jour-là, escaladant le mur du fond du squat. Le bâtiment devient un centre névralgique de l'activisme politique, accueillant des groupes communautaires tels que les Black People against State Harassment et le Brixton Black Women's Group,. La librairie noire Sabarr y est créée par un groupe de femmes et d'hommes noirs locaux, dont Morris, et, grâce à elle, les activistes peuvent travailler avec les écoles afin de fournir du matériel de lecture sur l'histoire des Noirs pour un programme scolaire plus diversifié,. Morris et Obi déménagent ensuite dans un autre squat au 65 Railton Road. Le squat du 121 Railton Road devient plus tard un centre social anarchiste autogéré connu sous le nom de 121 Centre, qui existe jusqu'en 1999.

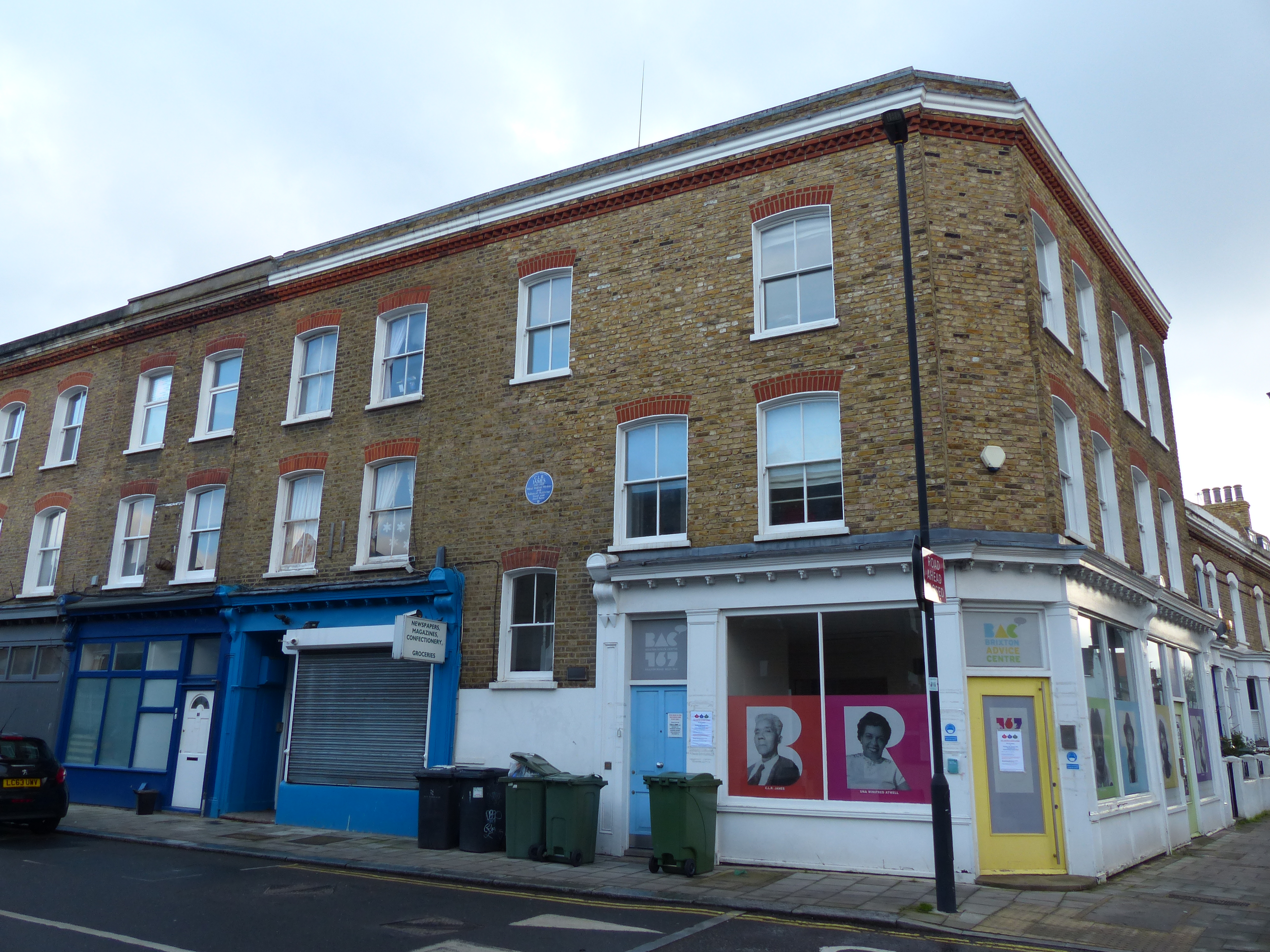
165–167 Railton Road, où Race Today a été produit et CLR James a vécu. La plaque bleue commémorant la résidence de James est visible au centre de la photographie.

L'anthropologue Faye Harrison, qui a vécu avec Morris et sa sœur au milieu des années 1970, dit que Morris considérait le logement comme un droit humain et le squat comme une action directe pour fournir un abri, encourageant d'autres personnes à squatter. Morris est également impliquée dans le collectif Race Today auprès de Farrukh Dhondy, Leila Hassan, Darcus Howe et Gus John. Lorsque le collectif rompt avec l'Institute of Race Relations en 1974, elle permet au collectif de s'installer dans les squats de Brixton,. Les bureaux sont finalement situés au 165-167 Railton Road, où le collectif produit son magazine Race Today et tient des séances de discussion au sous-sol,. CLR James vit alors au dernier étage de l'immeuble. Les bureaux deviennent plus tard le Brixton Advice Centre.

#### Création duBlack Women's Mutual Aid Groupà Manchester et lutte pour le droit à l'éducation
Durant ses études à l'université Victoria de Manchester de 1975 à 1978, Morris intègre rapidement les organisations politiques locales de Moss Side, cofondant le Black Women's Mutual Aid Group et rencontrant des activistes locaux tels que Kath Locke et Elouise Edwards,. Locke avait auparavant créé la Manchester Black Women's Co-operative (MBWC) en 1975 avec Coca Clarke et Ada Phillips. Les membres rappellent plus tard que Morris s'implique activement dans le groupe. Elle fait également campagne contre le projet de l'université d'augmenter les frais de scolarité pour les étudiants étrangers. Après sa mort, la MBWC est dissoute en raison d'une mauvaise gestion financière et se refonde sous le nom d'Abasindi Women's Co-operative. Située dans le Moss Side People's Centre, la coopérative organise des activités éducatives, culturelles et politiques sans aucun financement public,,.
Morris contribue aussi à la création d'une école communautaire, après avoir fait campagne auprès des parents noirs locaux, pour obtenir une meilleure offre éducative pour leurs enfants, et d'une librairie noire. Dans le cadre de sa perspective internationaliste, elle participe au National Co-ordinating Committee of Overseas Students et voyage en Italie et en Irlande du Nord. En 1977, elle se rend en Chine avec la Society for Anglo-Chinese Understanding et écrit A Sister's Visit to China pour le bulletin du Brixton Black Women's Group. L'article analyse la pratique anti-impérialiste et l'organisation communautaire en Chine,.

#### Retour à Brixton et création de l'Organisation des femmes d'ascendance africaine et asiatique
Après avoir obtenu son diplôme en 1978, Morris retourne à Brixton et travaille au Brixton Community Law Centre. Avec son partenaire Mike McColgan, elle écrit Has the Anti-Nazi League got it right on racism ? pour le Brixton Ad-Hoc Committee against Police Repression. Le pamphlet demande si la Ligue anti-nazie a raison de combattre le fascisme tout en ignorant le racisme institutionnel.
Avec les pédagogues Beverley Bryan et Stella Dadzie, ainsi que d'autres femmes, Morris crée l'Organisation des femmes d'ascendance africaine et asiatique (OWAAD) à Londres. Bryan se souvient plus tard de Morris comme d'une « forte personnalité ». L'Organisation tient sa première conférence au Abeng Center à Brixton, que Morris avait aidé à fonder,. Lors de la conférence, 300 femmes africaines, asiatiques et caribéennes de villes telles que Birmingham, Brighton, Bristol, Leeds, Londres, Manchester et Sheffield se réunissent pour discuter de questions qui les concernent : le logement, l'emploi, la santé et l'éducation. L'OWAAD cherche à relier les luttes des femmes et leur autonomisation, tout en s'opposant au racisme, au sexisme et à d'autres formes d'oppression. Aux côtés du Brixton Black Women's Group, l'OWAAD est l'une des premières organisations de femmes noires au Royaume-Uni. Morris édite FOWAD!, la lettre d'informations du groupe, qui continue à paraître après sa mort,.

## Postérité

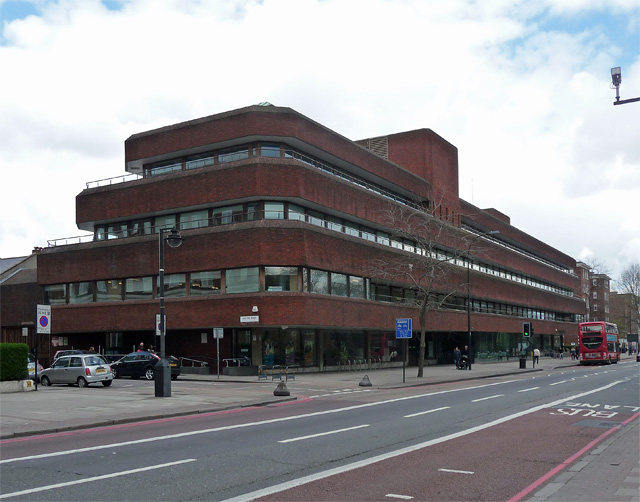
Olive Morris House, au 18 Brixton Hill, en 2013. Le bâtiment a été démoli en 2020.

### Hommages
L'anthropologue Tracy Fisher décrit les contributions de Morris comme « incommensurables », car, aux côtés d'autres femmes telles que Liz Obi, elle a joué un rôle important dans la création du mouvement féministe Black Power au Royaume-Uni.
Plusieurs publications et œuvres artistiques rendent hommage à Morris : le Brixton Black Women's Group publie une nécrologie dans le troisième numéro de son bulletin, la louant pour son « dévouement total aux luttes pour la libération, la démocratie et le socialisme ». Dans son recueil de poésie de 1980 Inglan Is A Bitch, Linton Kwesi Johnson publie Jamaica Lullaby à la mémoire de Morris. En 2000, Obi organise une exposition sur Morris à la Brixton Library,. Elle est représentée sur le billet de 1 £ du Brixton Pound, une monnaie locale ; C.L.R. James est lui sur d'autres billets,. En 2017, une peinture murale intitulée SAY IT LOUD est créée dans le lotissement Blenheim Gardens à Brixton, dans le cadre de l'initiative Watch This Space. Elle est peinte par l'artiste sud-africain Breeze Yoko à partir de son personnage Boniswa, tout en rendant également hommage à Morris,. La vie de Morris et son activisme sont scénarisés dans The Ballad of Olive Morris d'Alex Kayode-Kay, nommé à la British Academy of Film and Television Arts (BAFTA) dans la catégorie court-métrage en 2023. En mai 2023, Maria Isabel Sanchez Vegara et Aurélia Durand, respectivement autrice et illustratrice, racontent sa vie aux enfants dans le livre Olive Morris, dans la collection Little People, BIG DREAMS de l'éditeur Frances Lincoln Children's Books.
Le nom de Morris est donné à plusieurs lieux,,. Le Conseil d'arrondissement de Lambeth nomme son nouveau bâtiment, situé au 18 Brixton Hill, en son honneur en 1986, à la suite d'une campagne du Brixton Black Women's Group. C'est à cette adresse que le bureau local d'aide au logement était installé ; Morris y avait manifesté pour un meilleur droit au logement,. Le nom du bâtiment est donné après l'émeute de Brixton de 1985, déclenchée par le meurtre de Cherry Groce par la police ; il est démoli en 2020,. Une aire de jeux est également nommée d'après Morris à Myatt's Fields. En 2021, le Olive Morris Court (OMC) ouvre à Tottenham, dans un ancien parc de stockage. Le projet comprend 32 maisons modulaires conçues pour soutenir les personnes sans domicile fixe.
Morris est aussi nommée lors de plusieurs célébrations de femmes noires inspirantes au Royaume-Uni,. Pour célébrer le 100e anniversaire de l'obtention du droit de vote des femmes en 2018, The Voice répertorie huit femmes noires qui ont contribué au développement de la Grande-Bretagne : Olive Morris, Kathleen Wrasama, Connie Mark, Fanny Eaton, Diane Abbott, Lilian Bader, Margaret Busby et Mary Seacole. L'Evening Standard la nomme en 2019 sur une liste de quatorze « femmes noires britanniques inspirantes à travers l'histoire » aux côtés de Seacole, Mark, Busby, Abbott, Claudia Jones, Adelaïde Hall, Joan Armatrading, Tessa Sanderson, Doreen Lawrence, Maggie Aderin-Pocock, Sharon White, Malorie Blackman et Zadie Smith. Morris est célébrée par un Google Doodle au Royaume-Uni le 26 juin 2020 pour marquer ce qui aurait été son 68e anniversaire,.

### Commémoration: leRemembering Olive Collective
En 2007, Ana Laura López de la Torre lance le blog Remember Olive Morris pour commémorer le souvenir de Morris. L'année suivante, le Remembering Olive Collective (ROC), un groupe de femmes composé d'une trentaine de membres, incluant des artistes, activistes, chercheuses, archivistes, conservatrices, théoriciennes et travailleuses communautaires, est lancé. Le ROC compte notamment comme membres Ford et Obi,. Il commémore la vie de Morris, rassemblant les informations sur elle et situant sa trajectoire dans l'histoire plus large du Brixton noir. Il édite la brochure Do you remember Olive Morris?, qui est publiée en 2010 et distribuée aux écoles locales de Lambeth,,. De novembre 2009 à janvier 2010, l'exposition Do you remember Olive Morris? de López de la Torre est présentée à Gasworks. Fruit de trois ans de recherche, elle retrace la vie de Morris et son engagement. En 2011, le ROC crée les Olive Morris Memorial Awards, afin d'offrir un soutien financier aux femmes d'origine africaine ou asiatique âgées de 16 à 27 ans,. En 2019, le collectif est relancé sous le nom de ROC 2.0 car le bâtiment du Conseil d'arrondissement de Lambeth portant le nom de Morris va être démoli et le groupe veut s'assurer qu'on continue à se souvenir d'elle.
Ford considère que le ROC est dirigé par des historiens communautaires, qui au Royaume-Uni sont à l'origine de projets tels que les Black Cultural Archives, la Feminist Library et le George Padmore Institute. De la Torre et Obi ont déposé les matériaux qu'elles avaient collectés dans la collection Olive Morris aux archives du Conseil d'arrondissement de Lambeth,. Les archives étaient conservées à la bibliothèque Minet jusqu'à ce qu'il soit annoncé en 2020 qu'elles déménagent dans la nouvelle maison Olive Morris, construite sur le site de l'ancien bâtiment, dans le cadre du projet de logement Your New Town Hall, qui vise à réduire le nombre de bâtiments du Conseil d'arrondissement de Lambeth.

### Anglais
- [Allotey 2012] (en) Emma Allotey, « Morris, Olive Elaine (1952–1979) », dans Oxford Dictionary of National Biography, Oxford University Press, 24 mai 2012 (lire en ligne).
- [Bettocchi 2021] (en) Milo Bettocchi, « Fairies, Feminists & Queer Anarchists: Geographies of Squatting in Brixton », University of Nottingham,‎ 2021 (lire en ligne [archive du 3 mars 2022], consulté le 3 mars 2022).
- (en) Charlotte Browne, « Olive Morris », dans Great British Spirit, Londres, John Blake, 2020 (ISBN 9781789464566, lire en ligne)
- [Bryan, Dadzie et Scafe 2018] (en) Beverley Bryan, Stella Dadzie et Suzanne Scafe, The Heart of the Race : Black Women's Lives in Britain, Londres, Verso Books, 2018, 305 p. (ISBN 978-1786635860, lire en ligne [archive du 28 février 2022]).
- [Bunce et Field 2015] (en) Robin Bunce et Paul Field, Darcus Howe : A Political Biography, Londres, Bloomsbury Publishing, 2015, 305 p. (ISBN 978-1-4742-1845-0).
- [Delap 2016] (en) Lucy Delap, « Feminist Bookshops, Reading Cultures and the Women's Liberation Movement in Great Britain, c. 1974–2000 », History Workshop Journal, vol. 81, no 1,‎ 2016, p. 171–196 (ISSN 1477-4569, DOI 10.1093/hwj/dbw002, lire en ligne ).
- [Fisher 2012] (en) Tracy Fisher, What's Left of Blackness : Feminisms, Transracial Solidarities, and the Politics of Belonging in Britain, New York, Palgrave Macmillan, 2012, 189 p. (ISBN 978-0-230-33917-0, lire en ligne).
- [Ford 2015] (en) Tanisha C. Ford, The Other Special Relationship : Race, Rights, and Riots in Britain and the United States, New York, Palgrave Macmillan, 2015, 207–224 p. (ISBN 978-1-137-39270-1, DOI 10.1057/9781137392701_9, lire en ligne [archive du 12 février 2022]), « Violence at Desmond’s Hip City: Gender and Soul Power in London ». .
- (en) Tanisha C. Ford, Liberated threads : black women, style, and the global politics of soul, University of North Carolina Press, 2015 (ISBN 978-1-4696-2515-7 et 978-1-4696-3613-9).
- [Ford 2016] (en) Tanisha C. Ford, « Finding Olive Morris in the Archive: Reflections on the Remembering Olive Collective and Community History », The Black Scholar, vol. 46, no 2,‎ 2016, p. 5–18 (DOI 10.1080/00064246.2016.1147937, S2CID 148436220, lire en ligne [archive du 26 janvier 2022] , consulté le 26 janvier 2022).
- [Longley 2021] (en) Oumou Longley, « Olive and Me in the Archive: A Black British Woman in an Archival Space », Feminist Review, vol. 129, no 1,‎ 2021, p. 123–137 (DOI 10.1177/01417789211041898, S2CID 244348631, lire en ligne [archive du 28 février 2022] , consulté le 28 février 2022).
- [White 2021] (en) Jessica White, « Black Women's Groups, Life Narratives, and the Construction of the Self in Late Twentieth-Century Britain », The Historical Journal, vol. 65, no 3,‎ 2021, p. 797–817 (ISSN 0018-246X, DOI 10.1017/S0018246X21000492, S2CID 236255801, lire en ligne, consulté le 8 mars 2022).

### Français
- Elsa Dorlin, « Black Feminism Revolution ! » La Révolution du féminisme noir aux États-Unis, Genève, L'Harmattan, 2010, 500 p. (ISBN 978-2-9405-0392-6, lire en ligne)